# Premier League de 2008–09
A temporada 2008-09 Premier League foi a décima sétima desde a sua criação. Teve início no dia 16 de agosto de 2008 e término no dia 4 de maio de 2009. Teve como campeão o Manchester United.

## Promovidos e Rebaixados
Promovidos da Coca-Cola Championship:
- Campeão West Bromwich Albion
- Vice-campeão Stoke City
- Play-offs Hull City

Rebaixados a Coca-Cola Championship:
- Reading
- Birmingham City
- Derby County

## Classificação
J = Número de jogos; V = Número de vitórias; E = Número de empates; D = Número de derrotas; GP = Gols Pró; GC = Gols Contra; SG = Saldo de Gols; Pts = Pontos
C = Campeão; R = Rebaixado

## Resultados
|                                   | ARS | AST | BLA | BOL | CHE | EVE | FUL | HUL | LIV | MNC | MNU | MID | NEW | POR | STK | SUN | TOT | WBA | WHU | WIG |
| Arsenal                           |     | 0-2 | 4-0 | 1-0 | 1-4 | 3-1 | 0-0 | 1-2 | 1-1 | 2-0 | 2-1 | 2-0 | 3-0 | 1-0 | -   | 0-0 | 4-4 | 1-0 | 0-0 | 1-0 |
| Aston Villa                       | 2-2 |     | 3-2 | 4-2 | 0-1 | 3-3 | 0-0 | 1-0 | 0-0 | 4-2 | 0-0 | 1-2 | -   | 0-0 | 2-2 | 2-1 | 1-2 | 2-1 | 1-1 | 0-0 |
| Blackburn Rovers                  | 0-4 | 0-2 |     | 2-2 | 0-2 | 0-0 | 1-0 | 1-1 | 1-3 | 2-2 | 0-2 | 1-1 | 3-0 | 2-0 | 3-0 | 1-2 | 2-1 | -   | 1-1 | 2-0 |
| Bolton Wanderers                  | 1-3 | 1-1 | 0-0 |     | 0-2 | 0-1 | 1-3 | 1-1 | 0-2 | 2-0 | 0-1 | 4-1 | 1-0 | 2-1 | 3-1 | 0-0 | 3-2 | 0-0 | 2-1 | 0-1 |
| Chelsea                           | 1-2 | 2-0 | 2-0 | 4-3 |     | 0-0 | 3-1 | 0-0 | 0-1 | 1-0 | 1-1 | 2-0 | 0-0 | 4-0 | 2-1 | 5-0 | 1-1 | 2-0 | 1-1 | 2-1 |
| Everton                           | 1-1 | 2-3 | 2-3 | 3-0 | 0-0 |     | 1-0 | 2-0 | 0-2 | 1-2 | 1-1 | 1-1 | 2-2 | 0-3 | 3-1 | 3-0 | 0-0 | 2-0 | 3-1 | 4-0 |
| Fulham                            | 1-0 | 3-1 | 1-2 | 2-1 | 2-2 | -   |     | 0-1 | 0-1 | 1-1 | 2-0 | 3-0 | 2-1 | 3-1 | 1-0 | 0-0 | 2-1 | 2-0 | 1-2 | 2-0 |
| Hull City                         | 1-3 | 0-1 | 1-2 | 0-1 | 0-3 | 2-2 | 2-1 |     | 1-3 | 2-2 | -   | 2-1 | 1-1 | 0-0 | 1-2 | 1-4 | 1-2 | 2-2 | 1-0 | 0-5 |
| Liverpool                         | 4-4 | 5-0 | 4-0 | 3-0 | 2-0 | 1-1 | 0-0 | 2-2 |     | 1-1 | 2-1 | 2-1 | 3-0 | 1-0 | 0-0 | 2-0 | -   | 3-0 | 0-0 | 3-2 |
| Manchester City                   | 3-0 | 2-0 | 3-1 | -   | 1-3 | 0-1 | 1-3 | 5-1 | 2-3 |     | 0-1 | 1-0 | 2-1 | 6-0 | 3-0 | 1-0 | 1-2 | 4-2 | 3-0 | 1-0 |
| Manchester United                 | 0-0 | 3-2 | 2-1 | 2-0 | 3-0 | 1-0 | 3-0 | 4-3 | 1-4 | 2-0 |     | 1-0 | 1-1 | 2-0 | 5-0 | 1-0 | 5-2 | 4-0 | 2-0 | 1-0 |
| Middlesbrough                     | 1-1 | 1-1 | 0-0 | 1-3 | 0-5 | 0-1 | 0-0 | 3-1 | 2-0 | 2-0 | 0-2 |     | 0-0 | 1-1 | 2-1 | 1-1 | 2-1 | 0-1 | 1-1 | 0-0 |
| Newcastle United                  | 1-3 | 2-0 | 1-2 | 1-0 | 0-2 | 0-0 | 0-1 | 1-2 | 1-5 | 2-2 | 1-2 | 3-1 |     | 0-0 | 2-2 | 1-1 | 2-1 | 2-1 | 2-2 | 2-2 |
| Portsmouth                        | 0-3 | 0-1 | 3-2 | 1-0 | 0-1 | 2-1 | 1-1 | 2-2 | 2-3 | 2-0 | 0-1 | 2-1 | 0-3 |     | 2-1 | 3-1 | 2-0 | 2-2 | 1-4 | 1-2 |
| Stoke City                        | 2-1 | 3-2 | 1-0 | 2-0 | 0-2 | 2-3 | 0-0 | 1-1 | 0-0 | 1-0 | 0-1 | 1-0 | 1-1 | 2-2 |     | 1-0 | 2-1 | 1-0 | 0-1 | 2-0 |
| Sunderland                        | 1-1 | 1-2 | 0-0 | 1-4 | -   | 0-2 | 1-0 | 1-0 | 0-1 | 0-3 | 1-2 | 2-0 | 2-1 | 1-2 | 2-0 |     | 1-1 | 4-0 | 0-1 | 1-2 |
| Tottenham Hotspur                 | 0-0 | 1-2 | 1-0 | 2-0 | 1-0 | 0-1 | 0-0 | 0-1 | 2-1 | 2-1 | 0-0 | 4-0 | 1-0 | 1-1 | 3-1 | 1-2 |     | 1-0 | 1-0 | 0-0 |
| West Bromwich Albion              | 1-3 | 1-2 | 2-2 | 1-1 | 0-3 | 1-2 | 1-0 | 0-3 | 0-2 | 2-1 | 0-5 | 3-0 | 2-3 | 1-1 | 0-2 | 3-0 | 2-0 |     | 3-2 | 3-1 |
| West Ham United                   | 0-2 | 0-1 | 4-1 | 1-3 | 0-1 | 1-3 | 3-1 | 2-0 | 0-3 | 1-0 | 0-1 | -   | 3-1 | 0-0 | 2-1 | 2-0 | 0-2 | 0-0 |     | 2-1 |
| Wigan Athletic                    | 1-4 | 0-4 | 3-0 | 0-0 | 0-1 | 1-0 | 0-0 | 1-0 | 1-1 | 2-1 | 1-2 | 0-1 | 2-1 | -   | 0-0 | 1-1 | 1-0 | 2-1 | 0-1 |     |
| Dados atualizados até 24 de maio. |     |     |     |     |     |     |     |     |     |     |     |     |     |     |     |     |     |     |     |     |

## Artilheiros
| Posição | Jogador            | Clube             | Gols |
| ------- | ------------------ | ----------------- | ---- |
| 1       | Nicolas Anelka     | Chelsea           | 19   |
| 2       | Cristiano Ronaldo  | Manchester United | 18   |
| 3       | Steven Gerrard     | Liverpool         | 16   |
| 4       | Robinho            | Manchester City   | 14   |
| 4       | Fernando Torres    | Liverpool         | 14   |
| 6       | Gabriel Agbonlahor | Aston Villa       | 12   |
| 6       | Darren Bent        | Tottenham Hotspur | 12   |
| 6       | Kevin Davies       | Bolton Wanderers  | 12   |
| 6       | Dirk Kuyt          | Liverpool         | 12   |
| 6       | Frank Lampard      | Chelsea           | 12   |
| 6       | Wayne Rooney       | Manchester United | 12   |

## Prêmios
| Mês      | Melhor treinador do mês | Melhor treinador do mês | Melhor jogador do mês | Melhor jogador do mês |
| Mês      | Treinador               | Clube                   | Jogador               | Clube                 |
| -------- | ----------------------- | ----------------------- | --------------------- | --------------------- |
| Agosto   | Gareth Southgate        | Middlesbrough           | Deco                  | Chelsea               |
| Setembro | Phil Brown              | Hull City               | Ashley Young          | Aston Villa           |
| Outubro  | Rafael Benítez          | Liverpool               | Frank Lampard         | Chelsea               |

## Estádios
| Time                 | Estádio                    | Capacidade |
| -------------------- | -------------------------- | ---------- |
| Manchester United    | Old Trafford               | 76.212     |
| Arsenal              | Emirates Stadium           | 60.355     |
| Newcastle United     | St. James' Park            | 52.387     |
| Sunderland           | Stadium of Light           | 48.707     |
| Manchester City      | City of Manchester Stadium | 47.726     |
| Liverpool            | Anfield                    | 45.522     |
| Aston Villa          | Villa Park                 | 42.640     |
| Chelsea              | Stamford Bridge            | 42.055     |
| Everton              | Goodison Park              | 40.569     |
| Tottenham Hotspur    | White Hart Lane            | 36.240     |
| West Ham United      | Upton Park                 | 35.303     |
| Middlesbrough        | Riverside Stadium          | 35.049     |
| Blackburn Rovers     | Ewood Park                 | 31.367     |
| Fulham               | Craven Cottage             | 30.500     |
| Bolton Wanderers     | Reebok Stadium             | 28.723     |
| Stoke City           | Britannia Stadium          | 28.383     |
| West Bromwich Albion | The Hawthorns              | 28.003     |
| Hull City            | KC Stadium                 | 25.404     |
| Wigan Athletic       | JJB Stadium                | 25.138     |
| Portsmouth           | Fratton Park               | 20.688     |

## Troca de treinadores
| Equipe            | Saiu            | Modo da saída                  | Data da saída         | Entrou              | Data da entrada        | Posição na tabela |
| ----------------- | --------------- | ------------------------------ | --------------------- | ------------------- | ---------------------- | ----------------- |
| Chelsea           | Avram Grant     | Despedido                      | 24 de Maio de 2008    | Luiz Felipe Scolari | 1 de Julho de 2008     | Pré-temporada     |
| West Ham United   | Alan Curbishley | Rescindido                     | 3 de Setembro de 2008 | Gianfranco Zola     | 11 de Setembro de 2008 | 5º lugar          |
| Newcastle United  | Kevin Keegan    | Rescindido                     | 4 de Setembro de 2008 | Joe Kinnear         | 26 de Setembro de 2008 | 11º lugar         |
| Tottenham Hotspur | Juande Ramos    | Despedido                      | 25 de Outubro de 2008 | Harry Redknapp      | 26 de Outubro de 2008  | 20º lugar         |
| Portsmouth        | Harry Redknapp  | Transferiu-se para o Tottenham | 26 de Outubro de 2008 | Tony Adams          | 28 de Outubro de 2008  | 7º lugar          |

## Estatísticas
- Primeiro gol da temporada: Samir Nasri para o Arsenal contra o West Bromwich Albion, aos quatro minutos (16 de agosto de 2008)
- Primeiro gol brasileiro da temporada: Geovanni para o Hull City contra o Fulham (16 de agosto de 2008)
- Gol mais rápido em uma partida: 179 segundos - Dean Ashton para West Ham United contra o Wigan Athletic (16 de agosto de 2008)
- Gol mais demorado em uma partida: 90+4 minutos - André Ooijer para o Blackburn Rovers contra o Everton (16 de agosto de 2008)
- Maior goleada: 6 gols - Manchester City 6-0 Portsmouth, (21 de setembro de 2008)
- Jogo com mais gols: 8 gols - Liverpool 4-4 Arsenal, 6 gols - Aston Villa 4-2 Manchester City (17 de agosto de 2008) e Manchester City 6-0 Portsmouth, (21 de setembro de 2008)
- Primeiro gol contra da temporada: Robert Huth (Middlesbrough) para o Tottenham Hotspur, aos 90 minutos (16 de agosto de 2008)
- Jogador com mais gols em uma partida: 4 gols - Andrei Arshavin (Arsenal) contra o Liverpool (21 de setembro de 2008)
- Primeiro cartão amarelo da temporada: Sam Ricketts para Hull City contra o Fulham, 29 minutos (16 de agosto de 2008)
- Primeiro cartão vermelho da temporada: Mark Noble para West Ham United contra o Manchester City, 38 minutos (24 de agosto de 2008)